# ユーバー杯
ユーバー杯、ユーバーカップ（Uber Cup）は、女子バドミントンの国別対抗戦である。男子のトマス杯に相当する。
大会名は、1930年代に活躍した伝説の名プレーヤー、ベティー・ユーバーに因んでいる。

## 各大会の記録
| 回 | 年            | 決勝開催日        | 開催都市（国）                      | 参加国数 | 優勝国         | 結果 | 準優勝国       | 3位                           |
| -- | ------------- | ----------------- | ----------------------------------- | -------- | -------------- | ---- | -------------- | ----------------------------- |
| 1  | 1956 -57      | 1957年 3月18日    | ランカシャー （イングランド）       | 11       | アメリカ合衆国 | 6-1  | デンマーク     | インド                        |
| 2  | 1959 -60      | 1960年 4月9日     | フィラデルフィア （アメリカ合衆国） | 14       | アメリカ合衆国 | 5-2  | デンマーク     | ニュージーランド              |
| 3  | 1962 -63      | 1963年 4月6日     | ウィルミントン （アメリカ合衆国）   | 11       | アメリカ合衆国 | 4-3  | イングランド   | インドネシア                  |
| 4  | 1965 -66      | 1966年 5月21日    | ウェリントン （ニュージーランド）   | 17       | 日本           | 5-2  | アメリカ合衆国 | イングランド                  |
| 5  | 1968 -69      | 1969年 6月4日     | 東京 （日本）                       | 19       | 日本           | 6-1  | インドネシア   | イングランド                  |
| 6  | 1971 -72      | 1972年 6月11日    | 東京 （日本）                       | 17       | 日本           | 6-1  | インドネシア   | ニュージーランド · デンマーク |
| 7  | 1974 -75      | 1975年 6月6日     | ジャカルタ （インドネシア）         | 14       | インドネシア   | 5-2  | 日本           | カナダ イングランド           |
| 8  | 1977 -78      | 1978年 5月20日    | オークランド （ニュージーランド）   | 16       | 日本           | 5-2  | インドネシア   | アメリカ合衆国 · デンマーク   |
| 9  | 1980 -81      | 1981年 5月22-23日 | 東京 （日本）                       | 15       | 日本           | 6-3  | インドネシア   | カナダ イングランド           |
| 10 | 1984          |                   | クアラルンプール （マレーシア）     | 23       | 中国           | 5-0  | イングランド   | 韓国                          |
| 11 | 1986          |                   | ジャカルタ （インドネシア）         | 34       | 中国           | 3-2  | インドネシア   | 韓国                          |
| 12 | 1988          |                   | クアラルンプール （マレーシア）     | 31       | 中国           | 5-0  | 韓国           | インドネシア                  |
| 13 | 1990          |                   | 名古屋、東京 （日本）               | 42       | 中国           | 3-2  | 韓国           | 日本 インドネシア             |
| 14 | 1992          |                   | クアラルンプール （マレーシア）     | 44       | 中国           | 3-2  | 韓国           | スウェーデン · インドネシア   |
| 15 | 1994          | 1994年 5月21日    | ジャカルタ （インドネシア）         | 44       | インドネシア   | 3-2  | 中国           | スウェーデン · 韓国           |
| 16 | 1996          | 1996年 5月25日    | 香港 （イギリス領香港）             | 47       | インドネシア   | 4-1  | 中国           | 韓国 · デンマーク             |
| 17 | 1998          | 1998年 5月23日    | 香港 （中国香港特別行政区）         | 40       | 中国           | 4-1  | インドネシア   | デンマーク · 韓国             |
| 18 | 2000          | 2000年 5月20日    | クアラルンプール （マレーシア）     | 43       | 中国           | 3-0  | デンマーク     | インドネシア 韓国             |
| 19 | 2001 -02      | 2002年 5月18日    | 広州 （中華人民共和国）             | 44       | 中国           | 3-1  | 韓国           | オランダ 香港                 |
| 20 | 2004          | 2004年 5月15日    | ジャカルタ （インドネシア）         | 12       | 中国           | 3-1  | 韓国           | 日本 · デンマーク             |
| 21 | 2006 （詳細） | 2006年 5月6日     | 仙台、東京 （日本）                 | 12       | 中国           | 3-0  | オランダ       | ドイツ · チャイニーズタイペイ |
| 22 | 2008 （詳細） | 2008年 5月17日    | ジャカルタ （インドネシア）         | 12       | 中国           | 3-0  | インドネシア   | 韓国 ドイツ                   |
| 23 | 2010 （詳細） | 2010年 5月15日    | クアラルンプール （マレーシア）     | 12       | 韓国           | 3-1  | 中国           | 日本 インドネシア             |
| 24 | 2012 （詳細） | 2012年 5月26日    | 武漢 （中華人民共和国）             | 12       | 中国           | 3-0  | 韓国           | 日本 タイ                     |
| 25 | 2014 （詳細） | 2014年 5月24日    | ニューデリー （インド）             | 16       | 中国           | 3-1  | 日本           | 韓国 インド                   |
| 26 | 2016 （詳細） | 2016年 5月21日    | 崑山 （中華人民共和国）             | 16       | 中国           | 3-1  | 韓国           | 日本 インド                   |
| 27 | 2018 （詳細） | 2018年 5月26日    | バンコク （タイ王国）               | 16       | 日本           | 3-0  | タイ           | 中国 韓国                     |
| 28 | 2020 （詳細） | 2021年 10月16日   | オーフス （デンマーク）             | 16       | 中国           | 3-1  | 日本           | 韓国 タイ                     |
| 29 | 2022 （詳細） | 2022年 5月14日    | バンコク （タイ王国）               | 16       | 韓国           | 3–2  | 中国           | 日本 タイ                     |
| 30 | 2024 (詳細)   | 2024年 5月5日     | 成都 （中華人民共和国）             | 16       | 中国           | 3–0  | インドネシア   | 日本 韓国                     |
| 31 | 2026 （詳細） | 2026年 5月        | ホーセンス （デンマーク）           | 16       |                |      |                |                               |